# Haifa Zangana
Haifa Zangana (Bagdad, Irak, 1950) es una novelista, artista y activista política iraquí.

## Biografía
Haifa Zangana nació en Bagdad de padre kurdo de la ciudad norteña de Kirkuk y madre árabe de Karbala.Tenía siete años cuando tuvo lugar la Revolución de Irak de 1958 y la independencia del país. Era una adolescente cuando el Partido Baaz asumió el poder.
 

En la década de 1960, formó parte de una manifestación de protesta para liberar a la prisionera política argelina Jamila Buhrayd. Como joven iraquí que crecía en un entorno incierto, señaló que: 
"La luchadora por la libertad de la mujer florece en el mundo árabe. Para nosotras, fue Jamilah, no un cantante pop ni una supermodelo la que nos sirvió de modelo a seguir" 
A principios de la década de 1970, cuando era una joven activista del Partido Comunista Iraquí, Haifa fue encarcelada por el régimen Baath en Abu Ghraib. Ella y un grupo de mujeres fueron encarceladas por distribuir folletos en su universidad y por asistir a reuniones políticas. Fueron torturadas y obligadas a firmar confesiones, pero Zangana logró escapar de la ejecución gracias a la intervención del jefe de guardaespaldas del miembro de su familia Sabah Mirza Saddam. Cuando salió de la cárcel, se quedó en Irak para continuar sus estudios.
Se graduó de la Universidad de Bagdad y la Facultad de Farmacia en 1974. Después, fue nombrada para dirigir la naciente unidad farmacéutica de la Media Luna Roja en Dummar, cerca de Damasco.
Abandonó Irak por razones políticas y se mudó primero a Siria, donde continuó trabajando para la Media Luna Roja Palestina. Se mudó a Gran Bretaña en 1976 y se estableció allí.

## Trayectoria profesional
Como pintora y escritora participó en los años ochenta en diversas publicaciones y exposiciones colectivas europeas y americanas, con muestras unipersonales en Londres e Islandia. También es comentarista habitual de The Guardian y colaboradora de publicaciones europeas y árabes como Red pepper, Al Ahram Weekly y Al Quds, y es miembro fundador de la International Association of Contemporary Iraqi Studies (Asociación Internacional de Estudios Iraquíes Contemporáneos) y miembro de la junta asesora del Tribunal de Bruselas sobre Irak. Fue asesora del Informe del PNUD "Towards the Rise of Women in the Arab World" (2005) y como consultora de la CESPAO (Comisión Económica y Social de las Naciones Unidas para Asia Occidental) contribuyó al informe "Arab Integration" y al Informe "Hacia la justicia en el mundo árabe" que fue retirado por el secretario general de la ONU. 
Su obra de arte y escritura están influidos en su experiencia de vida en el exilio. También ha ayudado activamente a otras mujeres a utilizar el lenguaje para explorar sus vidas, como en el caso de las ex prisioneras palestinas. Su trabajo con mujeres que fueron presas políticas en Túnez se centra en ayudarlas a escribir sus propias experiencias como parte de un proceso de justicia transicional . 

## Obras
Libros
- Party for Thaera: Palestinian women writing life [en árabe], (Una fiesta para Thaera: las mujeres palestinas escriben sobre la vida), 2017
- City of Widows: An Iraqi Woman's Account of War and Resistance, (La ciudad de las ventanas: la perspectiva de una mujer iraquí sobre la guerra y la resistencia), 2008
- Women on a Journey: Between Baghdad and London (2001)
- Keys to a City (2000)
- The Presence of Others (1999)
- Beyond What the Eye Sees (1997)
- Dreaming of Baghdad (Soñando con Baghdad),2009
- Through the Vast Halls of Memory (1991)
- The Torturer in the Mirror (El torturador en el espejo), coautora con Ramsey Clark, Thomas Ehrlich Reifer, Seven Stories, NY, 2010
- Iraqi Women Hair Braids coautora con D.U, Dar Fadhaat, (Amman, 2013)
- Arab Women Political Participation, (Arab Unity Studies Centre, Beirut, 2012)

Capítulos de libros
- "The developing role of colonial feminists in Iraq", en Arab Feminism, Jean Makdisi, Noha Bayoumi & Rafif Sidawi (eds), I.B.Tauris, 2014
- "Iraq" , en Dispatches from the Arab Spring, Paul Amar & Vijay Prashad (eds), University of Minnesota Press, 2013
- "Women and learning in the Iraqi War Zone", en Women, War, Violence and Learning, Shahrazad Mojab (ed.), Routledge, 2010.
- "Abu Ghraib: Prison as a Collective Memory" en Contested Spaces, ed Louise Purbrick, Palgrave, 2007.
- "Song of Resistance" enWar with No End”, STW & Verso 2007.
- "Behind the mask" en “Dr Rice in the house”, ed Amy Scholder, Seven Stories, 2007.
- "Democracy Strangled at Birth", en “Asking we walk”, ed Corinne Kumar, Streelekha, 2007.
- “The three Cyclops of Empire: Targeting the Fabric of Iraqi Society”, en Empire’s Law, Pluto, Feb- 2006
- “Colonial Feminist: From Washington to Baghdad”, en Barriers to Reconciliation, Washington D.C University Press, 2006.
- "The Right to Rule Ourselves",  en Not One More Death”, [A collection of writings against the Iraq war/ occupation], STW and Verso- March 2006.